# Culpeper megye
Culpeper megye az Amerikai Egyesült Államokban, azon belül Virginia államban található. Megyeszékhelye és legnagyobb városa Culpeper. Lakosainak száma 52 552 fő (2020. április 1.). Culpeper megye Fauquier, Stafford, Orange, Madison, Rappahannock és Spotsylvania megyékkel határos.

## Népesség
A megye népességének változása:
| Lakosok száma | 46 807 | 47 311 | 47 789 | 48 506 | 49 432 | 52 552 |
|               | 2010   | 2011   | 2012   | 2013   | 2015   | 2020   |